# Bänderspecht

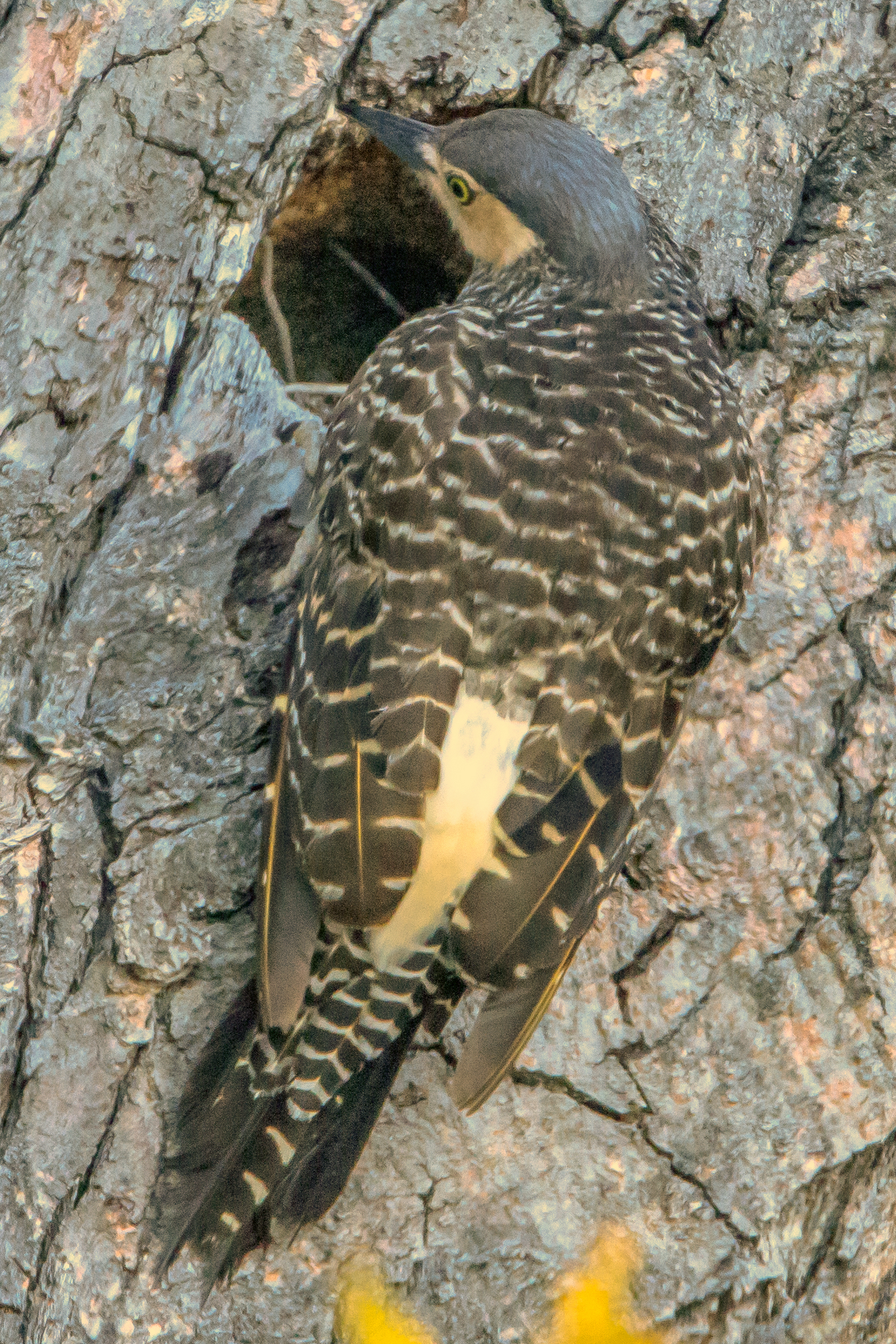
Bänderspecht an der Bruthöhle

Der Bänderspecht (Colaptes pitius) ist ein in Südamerika vorkommender Vogel aus der Familie der Spechte (Picidae).

## Merkmale
Bänderspechte erreichen eine durchschnittliche Körperlänge von 30 Zentimetern und ein Gewicht von 100 bis 163 Gramm. Zwischen den Geschlechtern besteht nur ein sehr leichter Sexualdimorphismus. Bei den Männchen ist der Kopf bis in den Nacken schiefergrau bis dunkelbraun gefärbt, zuweilen mit schwach roten Flecken, die bei den Weibchen stets fehlen. Bei beiden Geschlechtern zeigt die Färbung des Brust- und Bauchbereichs eine weißgelbe Farbe und eine bräunliche Bänderung. Das Gesicht ist milchig weiß bis gelblich weiß. Die Vögel haben auffällig braunweiß quergebänderte Flügel sowie ein ebenso gezeichnetes Rückengefieder. Der Bürzel ist weißlich. Die langen hell- und dunkelbraun gebänderten Steuerfedern sind keilförmig und dienen als Stütze, wenn sie sich an Baumstämmen bewegen. Der Schnabel ist schwärzlich, die Iris gelblich. Beine und Füße sind olivgrau.

## Verbreitung und Lebensraum
Der Bänderspecht kommt in der Mitte und im Süden Chiles sowie im Südwesten Argentiniens vor. Hauptlebensraum der Art sind offene Wälder, Plantagen und Gebüsch reiche Wiesen in Höhenlagen zwischen 600 und 1000 Metern. Im Winter wurden die Vögel auch bis hinunter zum Meeresspiegel angetroffen.

## Lebensweise
Die Vögel ernähren sich von verschiedenen Insekten, in erster Linie von Ameisen (Formicidae) und deren Brut. Auch Skorpione (Scorpiones) und Maden werden gelegentlich vertilgt. Die Nahrung wird fast ausschließlich am Boden gesucht, wo sich die Spechte auch überwiegend aufhalten. Nur bei Störungen oder Gefahr ziehen sie sich in Bäume zurück. Das Brutgeschäft findet zwischen Oktober und Dezember statt. Das typische Spechtnest wird als Höhle in einen abgestorbenen Baumstamm gezimmert. Eine Nesthöhle wird mit vier bis sechs Eiern bestückt. Brut- und Nestlingszeiten sind noch nicht dokumentiert.

## Gefährdung
Der Bänderspecht ist in seinen Vorkommensgebieten nicht bedroht und wird demzufolge von der Weltnaturschutzorganisation IUCN als  „least concern = nicht gefährdet“ klassifiziert.